# Püthagoraszi komma
Püthagoraszi kommának nevezzük a zeneelméletben azt az eltérést, ami 12 egymásra épített tiszta kvint és 7 egymásra épített tiszta oktáv között található. A püthagoraszi komma létezése a hangolás alapproblémája: a különféle hangolási rendszerek ezen eltérést kívánják különböző módokon felszámolni, ez azonban – a számok tulajdonságai következtében – csak kompromisszumokkal lehetséges.

## Értéke
Az érték meghatározásakor számolhatunk frekvenciaviszonyokban, illetve centekben.
a) Frekvenciaviszonyokban számolva
A tiszta kvint viszonyszáma 3/2, a tiszta oktávé pedig 2/1. A 12 egymásra épített tiszta kvint és a 7 egymásra épített tiszta oktáv frekvenciaviszonya tehát – a frekvencia exponenciális jellege következtében – így számítható:
{\displaystyle Q_{pK}={\frac {\left({\frac {3}{2}}\right)^{12}}{\left({\frac {2}{1}}\right)^{7}}}={\frac {1{,}5^{12}}{2^{7}}}\approx {\frac {129{,}746}{128}}\approx {\underline {1{,}0136432}}}
Látható, hogy a két szám nem egyezik meg: a 12 tiszta kvint valamivel több, mint a 7 tiszta oktáv.
b) Centekben számolva
A tiszta oktáv centértéke definíciószerűen 1200, a tiszta kvinté pedig:
{\displaystyle C_{kvint}=1200\cdot \log _{2}{\left({\frac {3}{2}}\right)}=1200\cdot {\frac {\log _{10}{\left({\frac {3}{2}}\right)}}{\log _{10}2}}\approx 701{,}955}
A különbség:
{\displaystyle C_{pK}=12\cdot 701{,}955-7\cdot 1200=8423{,}46-8400={\underline {23{,}46}}}
Átszámítva frekvenciaviszonyra (ellenőrzésül):
{\displaystyle Q_{pK}=2^{\frac {23{,}46}{1200}}\approx 1{,}0136432}
A püthagoraszi komma értéke tehát 1,0136432, illetve 23,46 C, ami körülbelül a félhang egynegyede.

## Kiküszöbölése
A különféle rendszerek különböző módokon igyekeznek megszüntetni a püthagoraszi kommát, azonban ez csak kompromisszumokkal lehetséges, mivel több szempontot kellene egyszerre érvényesíteni. Egyrészt kívánatos volna megtartani a hangnemek tisztaságát, amennyire csak lehetséges (így például figyelembe kell venni a szintonikus komma létezését is, ami a tiszta kvintekből felépített nagyterc és a tiszta nagyterc közötti viszonyt írja le), másfelől pedig törekedni kell arra, hogy minél több hangnemben lehessen nagyjából változatlanul játszani. Attól függően, honnan közelítjük meg a problémát, kapjuk a különböző hangolási rendszereket.

### Az alaphangnem tisztasága
Ha megelégszünk azzal, hogy csak egy hangnemben játsszunk, akkor alkalmazhatjuk a tiszta hangolást, ami az alaphangnem tekintetében teljesen tiszta hangközökkel dolgozik. Ez ugyanakkor nem azt jelenti, hogy például minden kvint tiszta, hanem az alaphangnem intervallumai mindenképpen tiszták, a többi szólhat hamisan.
Ebben az esetben a püthagoraszi komma úgy tűnik el, hogy nem kvintekből építjük fel a rendszerünket; ugyanakkor abban az esetben, ha kiterjesztjük további oktávokra ezen hangolást, olyan hangsort kapunk, mely megfelel 9 tiszta, 2 a szintonikus kommával csökkentett és 1 a diaschismával megnövelt kvintből felépülő láncnak.
A püthagoraszi komma kiegyenlítése tehát a tiszta hangolásban így történik:
Püthagoraszi komma – 2 · S
szintonikus komma + diaschisma = 23,46 – 2 · 21,506 + 19,552 = 0

### Tiszta kvintek
Ha a kvintek tisztaságát tartjuk a legfontosabbnak, a terceké és más hangközöké nem érdekes annyira, akkor a püthagoraszi hangoláshoz jutunk. Ugyanakkor itt is szükség van az egyik kvint beszűkítésére ahhoz, hogy a kvintkör bezáruljon. Attól függően, melyik kvintet szűkítjük, kapjuk meg a püthagoraszi hangolás különféle változatait; ezek közül a leggyakoribb az, amely a gisz-disz kvintet a komma értékével csökkenti.
Ebben az esetben tehát egyetlen kvint küszöböli ki a püthagoraszi kommát, a többi tiszta marad, tehát:
Püthagoraszi komma – püthagoraszi komma = 0

### Tiszta nagytercek
Ha a nagytercek tisztasága fontos, a kvinteké elhanyagolható, akkor a középhangú temperálás valamelyik változata használandó. Ezek közül legelterjedtebb a negyedkommás középhangú temperálás, amelynél 11 kvintet a szintonikus komma negyedével (innen a név) beszűkítenek, így a nagytercek – 4 kivételével – tiszták lesznek, a 12. kvint (farkaskvint) pedig kiküszöböli a szűkítések miatti eltérést.
A kiegyenlítés képlete tehát:
Püthagoraszi komma – 11 · szintonikus komma / 4 + farkaskvint szűkítése = 23,46 – 11 · 21,506 / 4 + 35,6815 = 23,46 – 11 · 5,3765 + 35,6815 = 0

### Játszhatóság minden hangnemben
A fenti rendszerek egyike sem teszi lehetővé azt, hogy minden hangnemben elfogadhatóan játszhassunk. Ehhez a jóltemperált hangolások valamelyikére van szükség, amelyekben a püthagoraszi komma több részre van elosztva, így lehetővé téve a hangnemek használatát. Ezek közül legelterjedtebb a maga idejében a Werckmeister III. típusú hangolás volt, amelynél 5 kvintet beszűkítenek a komma negyedével, egyet pedig kibővítenek, így elérve azt, hogy záródjon a kvintkör.
A képlet ebben az esetben:
Püthagoraszi komma – 5 · püthagoraszi komma / 4 + püthagoraszi komma / 4 = 23,46 – 5 · 5,865 + 5,865 = 0

### Teljesen egyforma hangnemek
A ma használatos kiegyenlített hangolásban minden hangnem teljességgel egyforma, az oktávon kívül pedig egyetlen tiszta hangköz sincs. Itt a püthagoraszi kommát a 12 egyformán beszűkített – nem tiszta – kvint egyenlíti ki; a képlet tehát:
Püthagoraszi komma – 12 · püthagoraszi komma / 12 = 23,46 – 12 · 1,955 = 0